# Luglon
Luglon település Franciaországban, Landes megyében. Lakosainak száma 375 fő (2022. január 1.). Luglon Arengosse, Garein, Sabres, Vert és Ygos-Saint-Saturnin községekkel határos.

## Népesség
A település népességének változása:
| Lakosok száma | 304  | 274  | 276  | 317  | 356  | 384  | 399  | 386  | 380  | 375  |
|               | 1968 | 1982 | 1990 | 2006 | 2013 | 2015 | 2017 | 2019 | 2020 | 2022 |